# Галеон
Галеоните са сравнително големи военно-транспортни кораби, появили се през 16 век и употребявани до 18 век. Галеоните са тримачтови ветроходни кораби с дълъг бушприт, висока кърмова надстройка и високи бордове, като цяло. За ветроходния флот имали голямо газене и не се славели с голяма бързина и маневреност. Галеоните обикновено били добре въоръжени. Най-голямото си съвършенство те достигат в Испанската империя.
Испанците използвали галеони, за да транспортират войски и снаряжение за завладяването на Америка, а по обратния път са носели съкровища, поради което често стават обекти на нападения от страна на пирати.
Непобедимата армада на Филип II също била съставена в по-голямата си част от галеони. Въпреки численото си превъзходство тя претърпява поражение при нападението над Англия през 1588 г.
Галеоните са превозвали най-скъпите товари пренасяни някога по море. Обикновено са групирани, като „Златен“ и „Сребърен“ флот. В съвременната култура галеоните са популярни с превозването на скъпоценни товари от Новия Свят за Испания, пиратски нападения над тях и потънали съкровища в Карибите. За търсачите на съкровища и иманярите най-голямата мечта е да попаднат на испански галеон, натоварен със скъпоценен товар.
Най-известните галеони в съвремието са Nuestra Señora de la Concepción плячкосан от кралския пират сър Френсис Дрейк на 1 март 1579 г. Скъпоценности от този галеон са притежание на британската кралска фамилия. Той не бива да се бърка с друг галеон, чието пълно наименование е Nuestra Señora de la Limpia y Pura Concepción. Според други Nuestra Señora de la Pura y Limpia Concepción. Често срещан в литературата и като Nuestra Señora de la Concepción или El Concepción потънал през 1641 г. в района на Сребърната плитчина (Silver Bank) северно от Доминиканската република. Nuestra Señora de Atocha и Santa Margarita потънали през 1622 г. край бреговете на Флорида. Nuestra Señora de las Mercedes потънал 1804 г.